# 城卓矢
城 卓矢（じょう たくや,　1935年〈昭和10年〉11月28日 - 1989年〈平成元年〉5月9日）は、日本の歌手、作曲家である。本名・作曲家名は菊地 正規（きくち まさき）、1966年の改名前の芸名は菊地 正夫（きくち まさお）。ヨーデルを得意とし、鼻から抜ける独特のハスキー・ボイスとこぶし回しが特徴で魅力的な声の持ち主であった。『骨まで愛して』のヒット後の一時期、映画俳優としても活動した。

## 人物・来歴

### ウェスタン歌手として
1935年（昭和10年）11月28日、当時日本領であった樺太（現在のロシア共和国サハリン）に生まれる。兄の正巳はのちの作曲家・北原じゅん（文れいじ）、作詞家・川内康範は叔父（叔母の元夫）にあたる。第二次世界大戦中に父が死去、引き揚げて室蘭市で育つ。
長じて上京し、横浜市中区の曙町に住む。ウィリー・ジェームズ（のちのウイリー沖山）とともにブルー・レンジャーズ（1956年結成）として活動していた瀬谷福太郎が、『NHKのど自慢』に出場してハンク・ウィリアムズの『ロング・ゴーン・ロンサム・ブルース』Long Gone Lonesome Blues を歌い、満点を獲得した菊地を発見、同バンドに加入させる。同時に、ウイリー沖山にヨーデルを師事、同時期の沖山の弟子には山下敬二郎がいた。同バンドでのヴォーカリストとしての活動と平行し、横須賀で流しのシンガーとしても活動する。
ウイリー沖山の独立後、同バンドは解散し、菊地はカントリー&ウェスタンの歌手となり、1958年（昭和33年）、東京・有楽町の日本劇場で行なわれた第1回「日劇ウエスタンカーニバル」にウエスタン・キャラバンメンバーとして出演する。
テイチクレコード（現在のテイチクエンタテインメント）と契約、1960年（昭和35年）に菊地正夫の名で、ザ・コースターズをバックに、シングル『ひとりぽっちで』でデビューする。B面の民謡ロック『スタコイ東京』が話題となり、『ダッキャダッキャ節』等の同様の楽曲を連打するが、さほど売れなかった。1962年（昭和37年）にリリースした、出生地樺太に思いを馳せる楽曲『ふるさとは宗谷の果てに』は、のちに西郷輝彦がカヴァーしてヒットした。1963年（昭和38年）、東芝レコード（のちの東芝EMI, 現在のユニバーサルミュージック）に移籍、『アホカイ節』等、民謡ロックを歌う。

### 再デビュー
1966年（昭和41年）1月、城卓矢と改名、心機一転して『骨まで愛して』をリリース、140万枚を売り上げる大ヒットを飛ばして有名歌手の仲間入りを果たす。同曲を原作に川内が脚本を書き、日活が渡哲也を主演に映画『骨まで愛して』を製作、城も本人役で出演し、同年7月9日に公開された。引き続き同年リリースした『あなたの命』でも、同様に作詞の川内の脚本で映画化され、城も出演している。同年12月31日に東京宝塚劇場で行われた第17回NHK紅白歌合戦に初出場を果たす。1967年（昭和42年）5月にはカントリー&ウェスタン調の『トンバで行こう』をリリース、同年から翌1968年（昭和43年）にかけて東映東京撮影所製作の梅宮辰夫主演ものの映画に出演、いずれも助演した。楽曲には他にも森進一『おふくろさん』とは同名異曲の『おふくろさん』や、『夜のブルース』などがある。
再デビューから5年後、1971年（昭和46年）3月に発売したシングル『男ごころの唄』を最後に引退した。東京都港区赤坂の溜池町にクラブを経営する。

### カムバック
1978年（昭和53年）には、本名の菊地正規名で自ら作曲した『ひとりにさせて』を日本フォノグラム（現在のユニバーサルミュージック）からリリースし、城卓矢としてカムバックしている。同作のB面曲『故郷は遠く…』、および翌1979年（昭和54年）5月にリリースした『ムンチョッチョのズンチャッチャ』（B面『木浦の夜』）とともに4曲を作曲した。
1989年（平成元年）5月9日、横浜市立大学附属病院で、肝硬変および食道静脈瘤破裂により死去した。満53歳没。

### 没後
没後1か月を迎える1989年6月7日には、テイチク時代のデビュー曲『スタコイ東京』をも盛り込んだベスト盤CD『城卓矢 全曲集』が東芝EMIから発売された。
城卓矢名での代表曲『骨まで愛して』は、1960年代を代表する楽曲として、テレビ東京の『昭和歌謡大全集』に取り上げられ、またNHKのフィラー番組『映像散歩』内の『MUSIC BOX』では「60年代邦楽編」を構成する楽曲として反復して放送されている。NHK衛星第2テレビジョンとNHKワールド・プレミアムの不定期番組『そう言えば あの時このうた』でも同様である。
2005年（平成17年）10月3日に放送を開始した文化放送のラジオ番組『竹内靖夫の電リク・ハローパーティー』では、毎シーズンのフィナーレ楽曲に菊地正夫時代の楽曲『トンバで行こう』を採用し、2009年（平成21年）7月17日の放映終了まで、放送に使用された。

## ディスコグラフィー
発売元、リリース年のわかるものの一覧である。

### 菊地正夫 名義

#### シングル
- 『ひとりぽっちで』/『スタコイ東京』 : テイチク NS-281、1960年8月発売 - 演奏ザ・コースターズ、デビュー曲
- 『追分ロック』/『姐コこちゃ向け』 : テイチク NS-290、1960年9月発売 - 演奏ザ・コースターズ
- 『思い出の小道』/『あの娘にゃよわい俺だった』 : テイチク NS-305、1960年10月発売
- 『東京スタコイだより』/『くず野郎』 : テイチク NS-338、1961年1月発売
- 『思い出すんだお父っつあん』/『恋はこんなに』 : テイチク NS-362、1961年3月発売
- 『花笠ロカンボ』/『ハイサ節ロック』 : テイチク NS-381、1961年4月発売
- 『ドドンパ鹿児島おはら節』/『安来節ドドンパ』 : テイチク NS-387、1961年4月発売
- 『炭坑節ドドンパ』/『常磐炭坑節』: テイチク NS-420、1961年6月発売
- 『山の木こりさん』/『思い出の青い電車』: テイチク NS-456、1961年9月発売
- 『かっぱマドロス』/『いやだチャッ・チャッ』 : テイチク NS-469、1961年10月発売 - 演奏チャーリィ脇野とゲイポップス
- 『スタコイ節』/『山の人気者』: テイチク NS-563、1962年6月発売
- 『ふるさとは宗谷の果てに』/『哀愁の一つ星』: テイチク NS-596、1962年9月発売
- 『スタコイ三度笠』/『のんびり小唄』 : テイチク NS-613、1962年10月発売
- 『北海カモメ』/『とびっちょ野郎』 : 東芝 JP-1618、1963年発売
- 『眠狂四郎無頼』/『ジャコ万と鉄』 : 東芝 JP-1655、1963年発売
- 『貨物船の渡り鳥』/『お母さん』 : 東芝 TR-1075、1963年発売
- 『ダッキャダッキャ節』/『スタコイ東京』 : 東芝 TP-1003、1964年発売
- 『ねんころギター』 : 東芝 TP-1031、1964年発売
- 『ひとり旅』/『生れ星さえない俺さ』 : 東芝 TP-1039、1964年発売
- 『アホカイ節』/『風の吹くまま』 : 東芝 TP-1104、1964年発売
- 『純情演歌』/『ネオン東京』 : 東芝 TP-1152、1965年10月発売

#### アルバム
- 『菊地正夫の東京だより』 : テイチク NL-1163、1961年3月
- ウエスタン・オール・スターズ『想い出のウエスタン・ジャンボリー』 : 東芝 EP-7715、1969年発売
  - ヴォーカル 菊地正夫、釜萢ヒロシ、寺本圭一、黒田美治、斉藤任弘、井上高、関口良信、さわたり順
  - エレキギター 寺内タケシ、瀬谷福太郎 / スチールギター 大森利雄、原田実
  - アコーディオン 新井利昌 / フィドル 藤本精一

### 城卓矢 名義

#### シングル
- 『骨まで愛して』/『ひとりじゃ淋しいんだ』 : 東芝 TP-1197、1966年1月発売 - 再デビュー曲
- 『あなたの命』/『夜のブルース』 : 東芝 TP-1265、1966年発売 - 「愛して」シリーズ第2弾
- 『なぐりとばして別れようか』/『忘れるものか』 : 東芝 TP-1305、1967年発売
- 『さすらい東京』/『おふくろさん』 : 東芝 TP-1333、1967年発売 - 「ダイナミック」シリーズ第1弾
- 『命のきざみ』/『俺にもおぼえのあることだ』 : 東芝 TP-1361、1966年12月発売
- 『忘却』/『泣け泣けもっと泣け』 : 東芝 TP-1382、1967年発売
- 『シャンシャン音頭』/『白狐無頼』 : 東芝 TP-1425、1967年発売
- 『トンバで行こう』/『愛する人はただひとり』 : 東芝 TP-1465、1967年5月発売
- 『幸せすぎて』/『くず野郎』 : 東芝 TP-1490、1967年8月発売
- 『男無情』/『すね者ン』 : 東芝 TP-1507、1967年発売
- 『死んでもはなさない』/『ああ ふるさと』 : 東芝 TP-1554、1967年発売
- 『もう愛せない』/『涙売ります』 : 東芝 TP-1586、1968年2月発売 - オリコンに唯一ランクインした。最高位73位。
- 『東京のミルクマン』/『果てしなき放浪』 : 東芝 TP-1629、1968年6月発売
- 『チョト・マテ・クダサイ』/『夜に終りがないほど』 : 東芝 TP-2029、1968年8月発売
- 『おんな』/『涙がほしい』 : 東芝 TP-2059、1969年1月発売
- 『抱きしめて』/『愛したのかしら』 : 東芝 TP-2156、1969年6月発売
- 『男泣き』/『泣きぬれた花』 : 東芝 TP-2247、1970年発売
- 『哀のブルース』/『花のとげ』 : 東芝 TP-2276、1970年発売
- 『軍隊セレナーデ かあちゃんつらかったよ』/『逢えてよかった』 : 東芝 TP-2326、1970年10月発売
- 『男ごころの唄』/『泣きたきゃ泣きなよ』 : 東芝 TP-2370、1971年3月発売
- 『ふるさとは宗谷の果てに』/『ああ ふるさと』: 東芝 TP-2522
- 『江刺追分(前唄)』/『北海盆唄』 : 東芝 TF-1001
- 『空手道讃歌』 : アジアレコード 4Rs-147 - A面は松山恵子『新安里屋ゆんた』
- 『はぐれ鳥』/『愛の日々』 : JFレコード JF-1、1975年発売
- 『ひとりにさせて』/『故郷は遠く…』 : 日本フォノグラム FS-2085、1978年発売 - 歌唱・作曲
- 『木浦の夜』 : 日本フォノグラム FS-2140、1979年5月発売 - 歌唱・作曲。A面はムンチョッチョ『ムンチョッチョのズンチャッチャ』

#### アルバム
- 『愛を歌う: 骨まで愛して』 : 東芝 TP-7141、1966年発売
- 『歌のパラダイス』 : 東芝 TP-7263、1966年発売
- 『ウェスターンの旅』 : 東芝 TP-7277、1967年1月発売
- 『歌謡デラックス』 : 東芝 TP-40129/30
- 『城卓矢 全曲集』 : 東芝 TP-60013
- 『城卓矢 全曲集』 : 東芝EMI、1989年6月7日発売
- 『城卓矢 名曲集』 : EMIミュージック・ジャパン、2008年11月12日発売

### カヴァー
- 西郷輝彦『ふるさとは宗谷の果てに』 : シングル『涙になりたい』B面収録、クラウンレコード、1966年2月1日発売
- 大友和也『ふるさとは宗谷の果てに』 : シングルA面収録、ユニオンレコード、1971年6月発売
- 原みつるとシャネル・ファイブ『骨まで愛して』 : アルバム『シャネル・ファイブ・イン・サッポロ』収録、歌唱原みつる（平田満）、キングレコード、1975年発売
- 原みつるとシャネル・ファイブ『あほかい節』 : 原題『アホカイ節』、同上
- 平田満＋シャネル・ファイブ『あほかい節』 : 原題『アホカイ節』、アルバム『愛の狩人』、歌唱平田満、キングレコード、1976年発売
- 星野たかし『スタコイ東京』 : 1984年発売
- カバーソング・ドールズ『骨まで愛して』 : アルバム『CoverSongDolls2』収録、歌唱上奈紗空、コロムビアエンタテインメント、2008年7月25日発売

## フィルモグラフィ
特筆以外すべて出演作、いずれも「城卓矢」時代である。
- 『骨まで愛して』 : 監督斎藤武市、原作・脚本川内康範、主演渡哲也、日活、1966年7月9日公開 - 主題歌・出演 城卓矢（本人役）
- 『あなたの命』 : 監督斎藤武市、原作・脚本川内康範、主演渡哲也、日活、1966年8月13日公開 - 主題歌・出演 小城
- 『渡世人』 : 監督佐伯清、主演梅宮辰夫、東映東京撮影所、1967年7月30日公開 - 佐々木
- 『続渡世人』 : 監督佐伯清、主演梅宮辰夫、東映東京撮影所、1967年11月23日公開 - 丁太
- 『続決着』（おとしまえ） : 監督石井輝男、主演梅宮辰夫、東映東京撮影所、1968年3月30日公開 - 柘植

## おもなテレビ番組
一部を除き多くが楽曲使用である。
- 『第17回NHK紅白歌合戦』 : NHK総合テレビジョン、1966年12月31日 - NHKラジオ第1放送でも同時放送
- 『特別機動捜査隊』第403話『蛇と香水』 :  NET、1969年
- 『うちの子にかぎって…パート2』第4話『骨まで愛して』 :  TBS、1985年5月3日 - 同回限定の主題歌（出演なし）『骨まで愛して』
- 『昭和歌謡大全集』 : テレビ東京、1992年 - 2007年（正確な放送日不明） - スタジオ出演なし、楽曲使用『骨まで愛して』
- 『映像散歩』内『MUSIC BOX』60年代邦楽編 : NHK総合テレビジョン / NHK教育テレビジョン / NHKデジタル衛星ハイビジョン、フィラー番組、1996年 - 現在 - 楽曲使用『骨まで愛して』
- 『そう言えば あの時このうた』 : NHK衛星第2テレビジョン / NHKワールド・プレミアム、不定期 - 楽曲使用『骨まで愛して』

## 関連書籍
- 『ふりむけば昭和 - 城卓矢から藤尾茂まで四十二人を語る<昭和脇役列伝>』、立石一夫、鶴書院、2006年12月 ISBN 4434086642